# Höstaster
Höstaster (Symphyotrichum novi-belgii, tidigare Aster novi-belgii) är en korgblommig växt som ursprungligen kommer från Nordamerika. Höstastern är en vanlig trädgårdsväxt och det finns många kulturformer. Kulturformer av höstaster är riktigt praktfulla växter med namn som 'Crimson Brocade', 'Marie Ballard', 'Melburn Erly Red', 'Patricia Ballard', 'Royal Blue', 'White Ladies' med mera.
Höstastern blommar sent på sommaren in under hösten, och är då viktig för många pollinerande insekter. Som biväxt har den framförallt ett värde för sitt pollen.
Tidigare ingick höstastern i släktet astrar, men i detta släkte anses numera endast arter från gamla världen ingå. 